# Koprodukcija
Koprodukcija (lat. coproductio) je zajednička proizvodnja dva ili više filmskih proizvođača iz dve ili više zemalja. Takođe ima značenje zajedničke saradnje dva ili više preduzeća s ciljem plasiranja novog proizvoda.